# Psilocybe semilanceata
Pode ser achado próximo a sua casa,em zonas rurais como pastos,matas e bambuzais 
O Psilocybe semilanceata é uma espécie de cogumelo que contém psilocibina, uma substância de propriedades alucinógenas.